# Belchior (Gaspar)
Belchior é um distrito pertencente ao município de Gaspar, em Santa Catarina. Abrange as localidades do Belchior Alto, Belchior Baixo e Belchior Central.
Sendo uma região habitada antes da colonização, pelos índios "Botocudos" "Xoklengs", depois, por volta da década de 1830 colonizada por imigrantes alemães, mais tarde outros imigrantes europeus no século XIX e XX. A família de Peter Lucas (nascido em 06/02/1809 em Buch am Kastellaun, Rheinland-Pfalz, e falecido em 21/05/1900, aos 91 anos, em Belchior, Gaspar) e de sua esposa Dorothea Wagner (nascida em Burbach, Saarbrücken em 12/10/1821 e falecida em Blumenau em 21/05/1905, aos 83 anos) foi provavelmente a pioneira na colonização de Belchior.
Possui uma economia em pleno e alto desenvolvimento e promete ser uma nova cidade do Vale do Itajaí.Os indivíduos que investem nesta sociedade têm um retorno muito grande, pois é uma região de trabalhadores vitais, como herdam dos descendentes alemães.
O bairro Belchior é conhecido também pela Rota das Águas, onde estão os Parques Aquáticos da região. São em torno de 08 parques que fazem parte do roteiro, que inclui o maior Parque Aquático de Santa Catarina, o Parque Aquático Cascanéia e por abrigar uma das Cervejarias Artesanais da Rota do Cerveja de Santa Catarina, a Das Bier Cervejaria.